# Roman Magdziarczyk
Roman Magdziarczyk (ur. 5 lipca 1977 w Wałbrzychu) – polski lekkoatleta, chodziarz.

## Kariera
Jeden z najbardziej utytułowanych polskich chodziarzy. Dwukrotny olimpijczyk (Sydney 2000, Ateny 2004), wielokrotny uczestnik Mistrzostw Świata i Europy. Srebrny medalista Pucharu Świata w drużynie (2006). Mistrz Polski w chodzie na 50 km (1998) i halowy mistrz Polski w chodzie na 5 km (2003). W rankingu Track & Field News za rok 2000 sklasyfikowany na 8. miejscu w chodzie na 50 km.

## Rekordy życiowe
Rekordy życiowe uzyskane w chodzie na następujących dystansach:
- 3000 m (bieżnia) – 11:53,00 s. (2001)
- 5000 m (hala) – 19:34,13 s. (19 lutego 2005, Spała) – 17. wynik w historii polskiej lekkoatletyki[1]
- 10 km (szosa) – 40:25 s. (9 czerwca 2001, Kraków) – 16. wynik w historii polskiej lekkoatletyki[1]
- 20 km (szosa) – 1:20:47 s. (12 czerwca 2005, Rumia) – 8. wynik w historii polskiej lekkoatletyki[1]
- 30 km (szosa) – 2:14:31 s. (2005)
- 50 km (szosa) – 3:44:53 s. (27 sierpnia 2003, Paryż) – 6. wynik w historii polskiej lekkoatletyki[1]

## Najważniejsze osiągnięcia w chodzie na 50 km
- IO Sydney 2000: 8. miejsce (3:48:18 s.)
- MŚ Paryż 2003: 7. miejsce (3:44:53 s.)
- IO Ateny 2004: 6. miejsce (3:48:11 s.)
- MŚ Helsinki 2005: 7. miejsce (3:49:55 s.)
- PŚ w chodzie La Coruña 2006: 5. miejsce indywidualnie (3:45:47 s.), 2. miejsce drużynowo
- ME Göteborg 2006: 6. miejsce (3:47:37 s.)